# Bataille du Cateau
Première Guerre mondiale
Batailles
Front d'Europe de l’Ouest
- Liège (8-1914)
- Namur (8-1914)
- Frontières (8-1914)
- Anvers (9-1914)
- Grande Retraite (9-1914)
- Marne (9-1914)
- Course à la mer (9-1914)
- Yser (10-1914)
- Messines (10-1914)
- Ypres (10-1914)
- Givenchy (12-1914)
- 1re Champagne (12-1914)
- Hartmannswillerkopf (1-1915)
- Neuve-Chapelle (3-1915)
- 2e Ypres (4-1915)
- Colline 60 (4-1915)
- Artois (5-1915)
- Festubert (5-1915)
- Quennevières (6-1915)
- Linge (7-1915)
- 2e Artois (9-1915)
- 2e Champagne (9-1915)
- Loos (9-1915)
- Verdun (2-1916)
- Redoute Hohenzollern (3-1916)
- Hulluch (4-1916)
- 1re Somme (7-1916)
- Fromelles (7-1916)
- Arras (4-1917)
- Vimy (4-1917)
- Chemin des Dames (4-1917)
- 3e Champagne (4-1917)
- 2e Messines (6-1917)
- Passchendaele (7-1917)
- Cote 70 (8-1917)
- 2e Verdun (8-1917)
- Malmaison (10-1917)
- Cambrai (11-1917)
- Bombardements de Paris (1-1918)
- Offensive du Printemps (3-1918)
- Lys (4-1918)
- Aisne (5-1918)
- Bois Belleau (6-1918)
- 2e Marne (7-1918)
- 4e Champagne (7-1918)
- Château-Thierry (7-1918)
- Le Hamel (7-1918)
- Amiens (8-1918)
- Cent-Jours (8-1918)
- 2e Somme (9-1918)
- Bataille de la ligne Hindenburg
- Meuse-Argonne (10-1918)
- Cambrai (10-1918)

Front italien
Front d'Europe de l’Est
Front des Balkans
Front du Moyen-Orient
Front africain
Bataille de l'Atlantique
La bataille du Cateau a lieu le 26 août 1914, au cours de la retraite menée par les troupes britanniques et françaises, à la suite des batailles de Mons et Charleroi. Elle oppose les troupes du 2e corps d'armée britannique aux troupes de la Ire armée allemande. En grande infériorité numérique et matérielle, les troupes britanniques bloquent pendant douze heures l'avancée de la Ire armée allemande au prix de lourdes pertes.

## Disposition des troupes
En opposition aux ordres de retraite donnés par French, Smith-Dorrien, le commandant du 2e corps d'armée britannique décide de combattre les Allemands. La bataille se déroule dans une plaine ondulée parsemée de villages, traversée par une route rectiligne de Cambrai au Cateau. Cette route coupe le champ de bataille du nord-ouest au sud-est au Cateau. Une seconde route relie le Cateau à Saint-Quentin dans un axe nord-sud.
L'aile droite britannique est formée par la 5e division d'infanterie. La 14e brigade se place au sud du Cateau tandis que la 13e brigade se trouve le long de la route de Saint-Quentin. Le centre du dispositif est tenu par la 3e division d'infanterie, les 7e, 8e et 9e brigades situées respectivement à Caudry, Audencourt et Inchy au sud de la route Cambrai - Le Cateau. La 4e division d'infanterie tient l'aile gauche, les 10e, 11e et 12e brigades sont placées à Haucourt, Longsart et Fontaine-au-Pire. À l'extrême gauche du dispositif britannique est présent la 84e division d'infanterie territoriale française et le corps de cavalerie Sordet qui couvrent la ville d'Arras. L'extrême droite du dispositif britannique est formée par le 1er corps d'armée britannique en retraite.

Le IIIe corps d'armée  allemand, formé des Ve et VIe divisions d'infanterie, se trouve face au Cateau. Le IVe corps d'armée composé des VIIe et VIIIe divisions est placé au centre du champ de bataille, le IIe corps de cavalerie formé de trois divisions et une division du IVe corps d'armée de réserve sont face à l'aile gauche britannique.

## Intention
En choisissant de combattre, Smith-Dorrien souhaite ralentir la progression et la pression de la Ire armée allemande sur le Corps expéditionnaire britannique. De son côté, Von Kluck, voit dans cette bataille la possibilité d'envelopper et de détruire la moitié des troupes britanniques.

## La bataille
À l'aube du 26 août, une attaque allemande sur la gauche du dispositif britannique échoue. Durant la matinée, le centre du champ de bataille reste calme, malgré un bombardement d'artillerie réalisé par la VIIIe division d'infanterie et la IVe division de cavalerie.
Les troupes allemandes concentrent alors leurs attaques sur la droite du dispositif britannique. Deux compagnies des Suffolks chargées de la liaison avec le 1er corps d'armée britannique rencontrent les troupes du IIIe corps d'armée allemand et doivent se replier sur Le Cateau rejoignant la 14e brigade. Les troupes allemandes s'infiltrent le long de la route Le Cateau - Saint-Quentin et commencent un pilonnage meurtrier des King’s Own Yorkshire Light Infantry et les Suffolks de la 5e division d'infanterie britannique. Des renforts d'artillerie de la 15e brigade et d'infanterie de Manchesters et des Argylls sont envoyés sur l'aile droite britannique. Malgré de lourdes pertes les Britanniques tiennent toujours leur position, mais en milieu de journée la Ve division du IIIe corps d'armée allemande commence à produire son action et tente d'envelopper l'aile droite britannique.
En début d'après-midi, le 2e corps d'armée britannique entame un mouvement de retraite par échelon, en commençant par l'aile droite. Malheureusement les King’s Own Yorkshire Light Infantry et les Suffolks ne sont pas prévenus à temps et sont détruits. Les batteries d'artillerie sont retirées canon par canon, ceux ne pouvant être transportés sont alors sabotés.
Sur l'aile gauche, la VIIe division du IVe corps d'armée allemand de réserve tente de déborder les troupes britanniques. Les troupes des 3e et 5e division de cavalerie du corps de cavalerie Sordet interviennent en utilisant l'artillerie et des escadrons à pieds pour ralentir l'enveloppement allemand et permettre aux Britanniques de se replier dans de bonnes conditions.
Vers 18 heures, les troupes britanniques ne sont plus en contact avec l'armée allemande. Elle se retirent vers Saint-Quentin.

## Bilan
Cette bataille est très coûteuse en hommes pour l'armée britannique. Des 40 000 Alliés ayant combattu au Cateau, 7 812 sont blessés, tués ou fait prisonniers. Plusieurs régiments britanniques sont anéantis. De plus, 38 pièces d'artillerie sont perdues. La bataille du Cateau permet néanmoins de ralentir la progression de la Ire armée allemande et aux troupes britanniques de reprendre leur retraite. Cette dernière est ponctuée par une autre bataille d'arrêt, la bataille de Guise avant de s'achever le 6 septembre par le début de la bataille de la Marne.